# 恩赫扎尔嘎勒·蒙赫杜勒
恩赫扎尔嘎勒·蒙赫杜勒（1985年9月26日 -  ）是一名蒙古举重运动员，身高1.67米，曾获以220千克的成绩位列广州亚运会男子56公斤级举重第十五名。